# داویتا
داویتا (انگلیسی: DaVita) شرکت مراقبت سلامت آمریکایی است، که در سال ۱۹۷۹ تأسیس شد.